# Le distrazioni
Le distrazioni ( Les distractions) è un film del 1960 diretto da Jacques Dupont.

## Trama
Paul, reporter-fotografo, si "distrae" nella vita, con il suo lavoro, la sua auto, le ragazze che incontra, e infine con i curiosi e affascinanti gingilli che si trovano riuniti nel suo appartamento. Si distrae così, fino al giorno in cui è chiamato per fotografare un delinquente, che ha appena ucciso un agente. L'uomo è scappato nel frattempo, ma il passaporto che ha perso rivela a Paul che si tratta del suo amico Laurent, che, poco tempo prima, paracadutista come lui, gli ha salvato la vita.
Paul riesce a ritrovare Laurent, lo accoglie a casa sua e lo nasconde. Per maggiore sicurezza, lo porta poi in periferia da Dany, una sua amica. Una chiamata mal interpretata fa pensare a Laurent che Paul abbia smesso di occuparsi di lui, scappa da casa di Dany e trascorre un periodo nei boschi. Nel frattempo a Parigi, Paul ha scoperto l'amore che Véra gli porta. Si rende conto di amarla anche lui quando prova a suicidarsi a causa sua; allo stesso tempo capisce che avrebbe potuto aiutare di più il suo amico, che gli altri hanno bisogno di lui e che il tempo delle distrazioni è finito. Rompe con una amante casuale. A questo punto, la polizia ha scoperto l'aiuto che Paul ha dato a Laurent. Quest'ultimo, braccato nei boschi, si rifiuta di arrendersi. Paul cerca di convincere l'amico e crede di averlo convinto quando si suicida. 